# Yasuyuki Sato
Yasuyuki Sato (佐藤 康之, Sato Yasuyuki) est un footballeur japonais né le 12 avril 1966 dans la préfecture de Hiroshima au Japon.